# Malaysia Open 1948
Die Malaysia Open 1948 im Badminton fanden am Osterwochenende Ende März 1948 in der Victoria Institution in Kuala Lumpur statt. Sie waren die 7. Auflage dieses Championats.

## Finalresultate
| Disziplin    | Sieger                       | Finalist                         | Ergebnis          |
| ------------ | ---------------------------- | -------------------------------- | ----------------- |
| Herreneinzel | Ooi Teik Hock                | Lim Kee Fong                     | 15-6, 15-6        |
| Dameneinzel  | Helen Heng                   | Amy Choong                       | 11-7, 11-4        |
| Herrendoppel | Ooi Teik Hock Tan Kin Hong   | Chee Choon Keng Chee Choon Wah   | 15-9, 7-15, 17-16 |
| Damendoppel  | Alice Pennefather Helen Heng | Chionh Hiok Chor Chung Kon Yoong | 3-15, 15-12, 15-2 |
| Mixed        | Chan Kon Leong Lee Keng Sim  | Lee Mun Kong Mary Yap            | 15-7, 13-15, 15-2 |